# Népi hiedelem Erdélyben
Népi hiedelem Erdélyben – a világról szerzett tudás ellenőrizhetetlen, igazolatlan része, s mint ilyen, a folklór egyik területe. A kultúra elvont világképéhez kapcsolódva gyakorlati, világértelmező és normatív szerepet tölt be. Hamis tudattá a kor hivatalos tudományossága minősíti át.

## Hiedelem és tudás
A hiedelem és a tudás közötti határ koronként, társadalmanként, olykor egyénenként más- és máshol húzódik. A hiedelem egyaránt lehet a tudomány által még nem igazolt vagy már elvetett állítás. A népi hiedelem minden kor tudatának része; részben öröklődik, részben pedig – a világgal való szakadatlan kontaktus során – termelődik.
A népi hiedelem elemei a világkép körül rendszerbe szerveződnek. Területei a mitikus lényekre vonatkozó képzetek, meggyőződések (népi mitológia, alsó mitológia), és a személytelen varázserőt aktivizáló gyakorlati eljárások (mágia). A valóságban a két terület szétválaszthatatlanul összekapcsolódik, s együtt hálózzák be a kozmikus, a természeti és társadalmi környezetre, az ünnep- és hétköznapi életre vonatkozó ismereteket, és ebből kifolyólag a rájuk irányuló cselekvéseket.

## A hiedelemkutatás irányvonalai
A magyar népi hiedelem kutatásának elkülöníthető néhány irányvonala. Ipolyi Arnold Magyar Mythologia (1854) című monumentális munkája a kultúra nemzeti gyökereit kutató romantikus iskola (a Grimm testvérek) szemléletében fogant. A szintézis koncepciója alapjában véve elhibázott volt, adatai azonban a népi hiedelem kutatásában máig hivatkozott tények. Ipolyi nyomdokain indultak el olyan későbbi kutatók, mint Kálmány Lajos és Katona Lajos. Ezt az eredetkutatást folytatva jelentette ki Róheim Géza: "Egyáltalában nem túlzás, ha röviden azt mondjuk: a magyar néphit szláv néphit." A másik úton, a keleti kapcsolatokat kereső Jankó János és Reguly Antal nyomdokain Diószegi Vilmos haladt, és azonosította a magyar hiedelemrendszerben a "pogány magyarok hitvilágának" maradványait: a világfa- és lélekképzetet, a táltos- és garabonciáshiedelmeket. A harmadik út Ipolyi kutatásaitól a néphit, a rítusok vizsgálatán át vezet napjainkig. A teljesség igénye nélkül említjük a Frazer-követő Marót Károly, a varázscselekvéseket vizsgáló Szendrey Zsigmond és Szendrey Ákos, a mese- és hiedelemkutató Solymossy Sándor, a mese világképét rekonstruáló Berze Nagy János, a regöséneket vizsgáló Sebestyén Gyula, az agrárrítusokat vizsgáló Gunda Béla, továbbá a folklórműfajok és népi hiedelem, valamint vallásosság kapcsolatát kutató Dégh Linda, Pócs Éva, Erdélyi Zsuzsanna, Jung Károly nevét.

## Hiedelemrendszer a romániai magyar nyelvterületeken
A romániai magyar nyelvterület népi hiedelemrendszerének jellege és állapota szórványosan adatolt. Kutatását sem a teljesség igénye, sem egy sajátos tudomány hipotézis nem jellemezte. A 19-20. század fordulójának törekvése az adatgyűjtés volt. Népi hiedelemmel kapcsolatos erdélyi közlések olvashatók Jankó János, Sebestyén Gyula, Szendrey Zsigmond, Wlislocki Henrik és W. Dörfler Anna, Luby Margit, később Kovács Ágnes tollából. K. Kovács László hóstáti szokásmonográfiája, Vajkai Aurélnak a népi gyógyászatról írott munkája szintén bővelkedik néői hiedelem adatokban. Napjainkban Bosnyák Sándor végzett hiedelemgyűjtést a bukovinai, moldvai és gyimesi csángók körében. Gyimesi hiedelemmondákat és ráolvasásokat közölt Salamon Anikó, barcaságiakat Seres András, magyarózdiakat Horváth István. A gyimesiek Babba Mária-kultuszáról értekezett Daczó Árpád, háromszéki hiedelemlényekről Seres András, tordatúri mágikus cselekvésekről T. Csőgör Enikő. Albert Ernő könyvet jelentetett meg a gyimesi boszorkány-hiedelmekről, Keszeg Vilmos a mezőségi hiedelemmondák morfológiai sajátosságairól doktori disszertációt készített: Jóslások a Mezőségen. A népszokások népi hiedelem általi meghatározottságát Balázs Lajos, Vasas Samu, Salamon Anikó, a népi gyógyászat hiedelemalapú eljárásait Vasas Samu, Keszeg Vilmos rögzítette, a népi növényismeret és hiedelem viszonyát Péntek János és Szabó T. Attila vizsgálta. Disszertáció készült a népi kozmogóniai ismeretekről (Zsigmond Győző).
A romániai magyar hiedelemrendszer földrajzi helyzetéből és a román kultúrával való állandó kapcsolatából kifolyólag konzervatívabb és archaikusabb az általános magyar népi hiedelemnél. Olyan hiedelemkörök, mint a boszorkány, a szépasszony, a lüdérc, a tojásból kiköltött ördögsegítő hiedelemköre napjainkig megőrizték világértelmező és a cselekvéseket szabályozó szerepüket. Moldvában az időjárást szabályozó és jósló képességekkel rendelkező garabonciás képzete napjainkban is újabb hiedelemtörténeteket termel. Háromszéken az állatokat megnyergelő, forgószélben közlekedő szépasszonyokról szóló történetek máig hallhatók. A partiumi vidékeken a mágikus erejű tudós kocsis emléke őrződött meg. A csángó közösségek körében a katolikus szentek alakjához kapcsolódnak hiedelemtörténetek. Az erdélyi Mezőségen a román hiedelmek hatására napjainkig aktív a lüdérc, a prikulics, a boszorkány hiedelemköre. A csángó, valamint a mezőségi településeken ma is gyakori a halottlátók igénybevétele. Az ortodox papok mágikus szolgáltatásait minden tájegységben magyarok is igénybe veszik. Háromszéken a 20. század első feléig megőrződött a regösének; Moldvában és a Gyimesben az archaikus imák mágikus célú használata ma is általános; a Mezőségre a román kultúrából átvett ráolvasások a jellemzőek. Hasonlóképpen hiedelmekkel terheltebbek az emberi élet átmeneti rítusai és a népi kalendárium jeles napjai.